# Ditepalanthus
Ditepalanthus é um género de plantas com flores pertencentes à família Balanophoraceae.
A sua área de distribuição nativa é Madagáscar.
Espécies:
- Ditepalanthus afzelii Fagerl.
- Ditepalanthus malagasicus (Jum. & H.Perrier) Fagerl.